# Casale Litta
Pour les articles homonymes, voir Casale.
Casale Litta est une commune italienne de la province de Varèse dans la région Lombardie en Italie.

## Toponyme
Appelée Casale jusqu'en 1863, le toponyme est un composé de la casa : maison et le nom de famille Litta.

## Administration
| Période                                  | Période  | Identité         | Étiquette | Qualité     |
| ---------------------------------------- | -------- | ---------------- | --------- | ----------- |
| 29/5/2006                                | En cours | Liliana Cipriani |           | enseignante |
| Les données manquantes sont à compléter. |          |                  |           |             |

### Hameaux
Bernate, San Pancrazio, Tordera, Villadosia, C.na Fabricco, i Torrioni, M.o. Balzora, C.na Gaggio, Monte Carbonaro, C.na della Costa, C.na Castellazzi, C.na degli Alberi, C.na Piattè, C.na Motta, C.na Palude, C.na del Giuoco, Roccolo, Roncescio